# Voisins-le-Bretonneux
Voisins-le-Bretonneux is een gemeente in het Franse departement Yvelines (regio Île-de-France) en telt 10.721 inwoners (2021). De plaats maakt deel uit van het arrondissement Rambouillet en is een van de twaalf gemeenten van de nieuwe stad Saint-Quentin-en-Yvelines.

## Geografie
De oppervlakte van Voisins-le-Bretonneux bedraagt 2,4 km², de bevolkingsdichtheid is 5063,8 inwoners per km².
De onderstaande kaart toont de ligging van Voisins-le-Bretonneux met de belangrijkste infrastructuur en aangrenzende gemeenten.

## Demografie
Onderstaande figuur toont het verloop van het inwonertal (bron: INSEE-tellingen).